# تشارلي هوفمان
تشارلي هوفمان (بالإنجليزية: Charlie Hoffman)‏ هو سياسي أمريكي، ولد في 21 أبريل 1956 في جورجتاون في الولايات المتحدة. حزبياً، نشط في الحزب الديمقراطي.